# Avertisseur spécial de véhicule
 (février 2010).

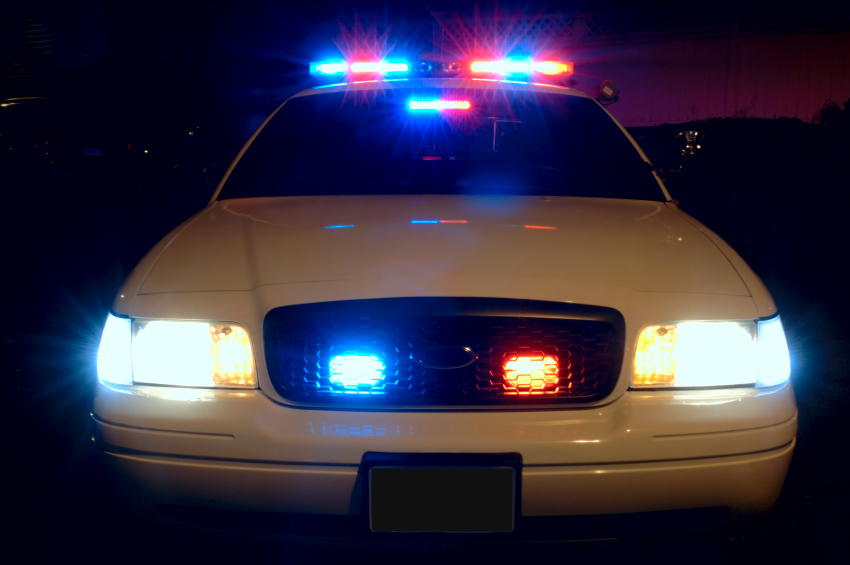
Divers équipements lumineux sur un véhicule de police aux États-Unis.

Les avertisseurs spéciaux de véhicule sont des dispositifs permettant de signaler des véhicules ayant une mission particulière, en général :
- soit dont le positionnement les rend vulnérables aux accidents : véhicules de travaux sur la chaussée, véhicules d'intervention en cas d'accident, véhicules lents ou encombrants (convoi exceptionnel) ;
- soit dont la mission a un caractère d'urgence les autorisant à s'affranchir de certaines contraintes de la circulation (feux tricolores, priorités…) comme les véhicules de police et de gendarmerie, pompiers, ambulances, des douanes, et les véhicules de transport de greffons.

## Histoire

### Histoire du gyrophare
En 1885, un gyrophare est breveté  en se basant sur la durée de la perception lumineuse perçue par la rétine de l'œil.
En 1898, les sapeurs pompier sont déjà munis d'une trompe différente de celle qui sera proposée par la suite pour les autres véhicules.
En 1938, le gyrophare se trouve à Paris en foire de sécurité,.
En 1944, à Alger, Laval dispose d'un véhicule équipé d'un avertisseur spécial en raison de son impopularité.
En 1951, des gyrophares sont déjà utilisés dans le rallye Monté-Carlo.

## Types

### Avertisseurs lumineux

Différentes positions d'équipement lumineux.

Les avertisseurs lumineux sont placés à différents endroits sur le véhicule à l’intérieur comme à l’extérieur. Ils peuvent se présenter sous la forme d’un gyrophare (« feu spécial tournant » dans le code de la route français) ou d'un feu clignotant, individuel ou multiple dans une rampe, utilisant différents types d’ampoules (lampes à incandescence halogène, diodes électroluminescentes, ampoules au xénon), de différentes couleurs (blanc, bleu, rouge, vert, orange, violet), etc.
Un gyrophare permet de renvoyer une lumière grâce à des miroirs en rotation.

Gyrophare.
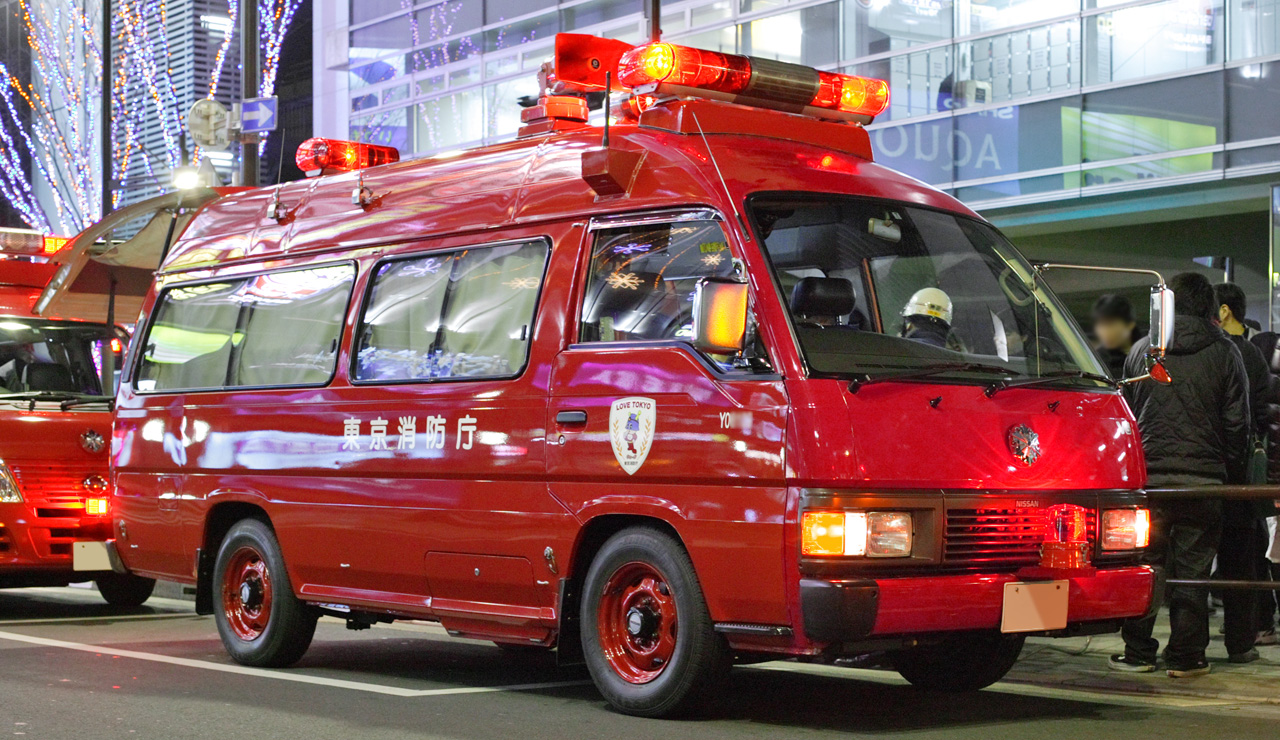
Gyrophares multiples.
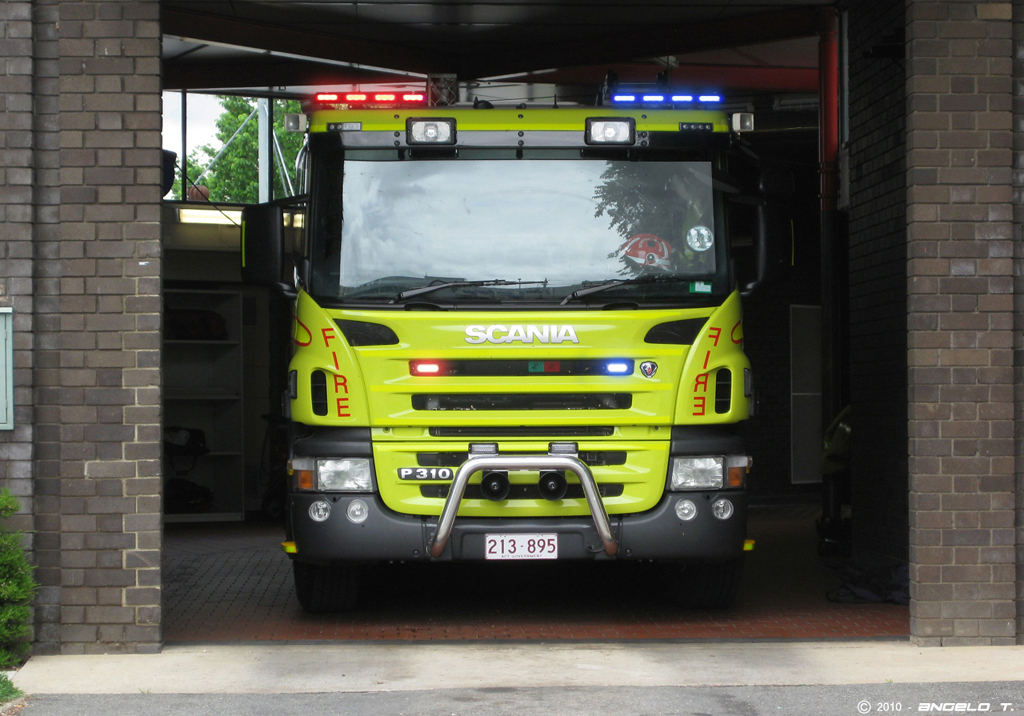
Feu multiple clignotant.

### Avertisseurs sonores
Les avertisseurs sonores (ou sirènes) sont des appareils émettant des signaux sonores sous la forme d’un signal carré, sinusoïdal ou d’un klaxon.

## Usage par pays

### Allemagne
L’Allemagne distingue trois types de véhicules ayant droit aux avertisseurs spéciaux :
- les véhicules prioritaires :
  - avec un feu clignotant bleu et une sirène pour les véhicules d’urgence mobile ;
- les véhicules d’information :
  - avec un feu clignotant bleu et sans sirène pour les véhicules d’urgence fixe ;
  - avec un feu clignotant jaune pour les travaux, accidents, véhicules lents ou encombrants.

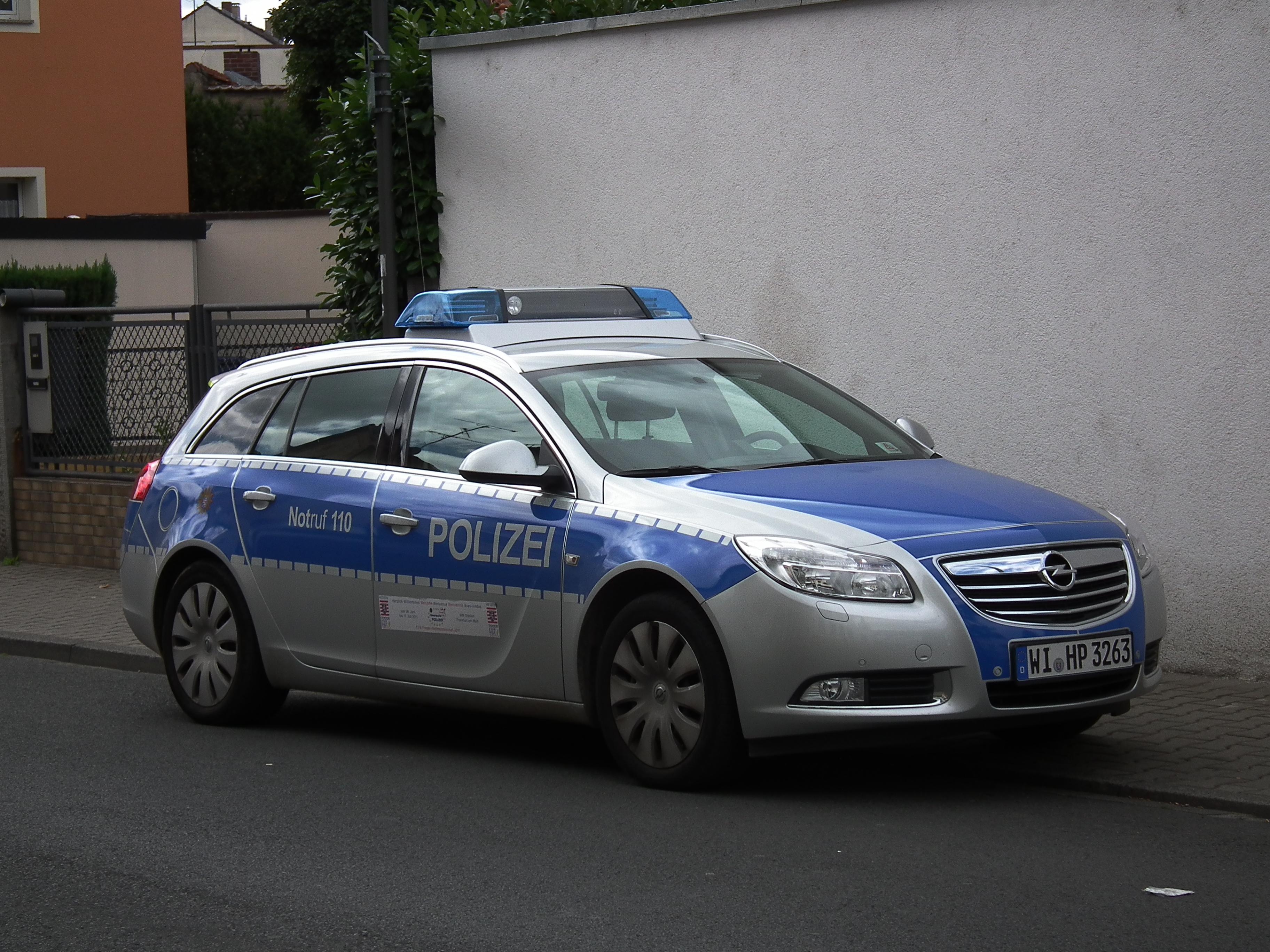
Véhicule de police.
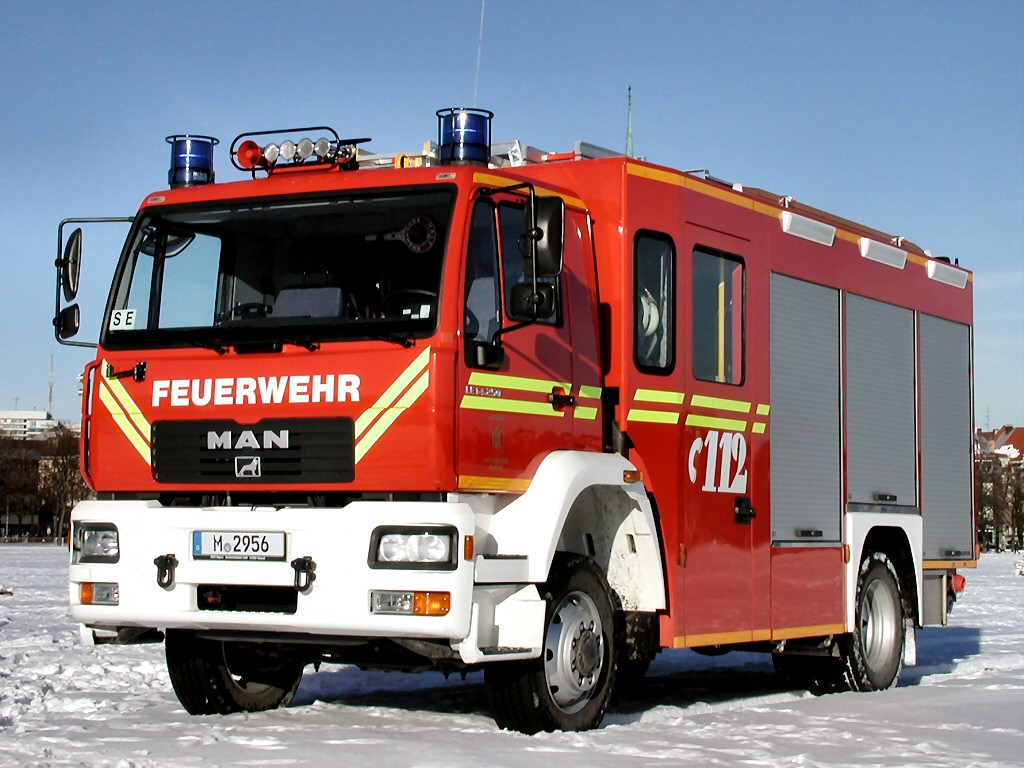
Véhicule de lutte contre l’incendie.
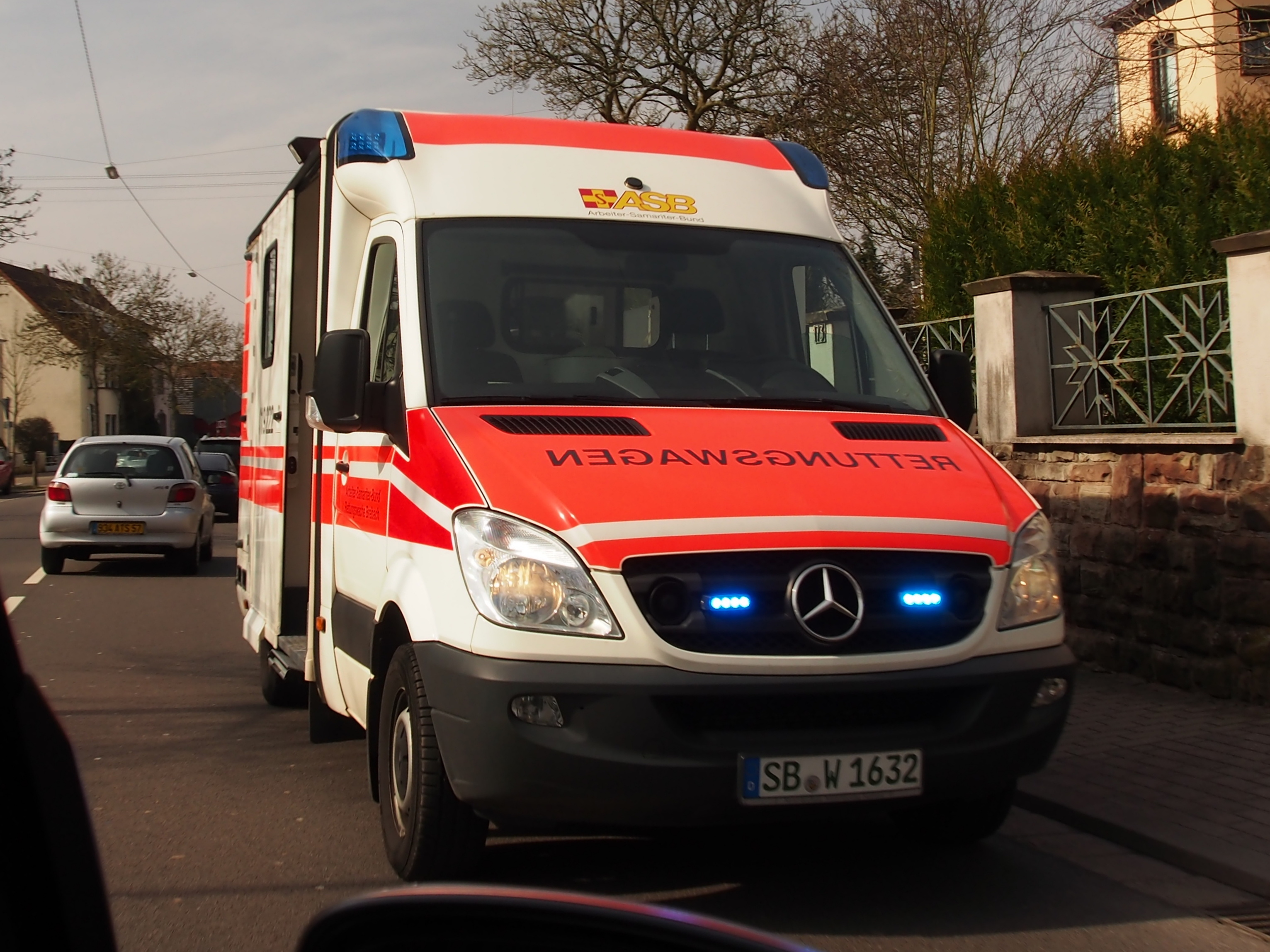
Ambulance.

### Australie
L’Australie distingue deux types de véhicules prioritaires dont seul le premier a droit aux avertisseurs spéciaux :
- les véhicules d’urgence équipés de gyrophares ou de feux clignotants bicolores rouge et bleu :
  - police ;
  - pompiers ;
  - ambulances ;
- les véhicules des cortèges lors des funérailles ou des processions.

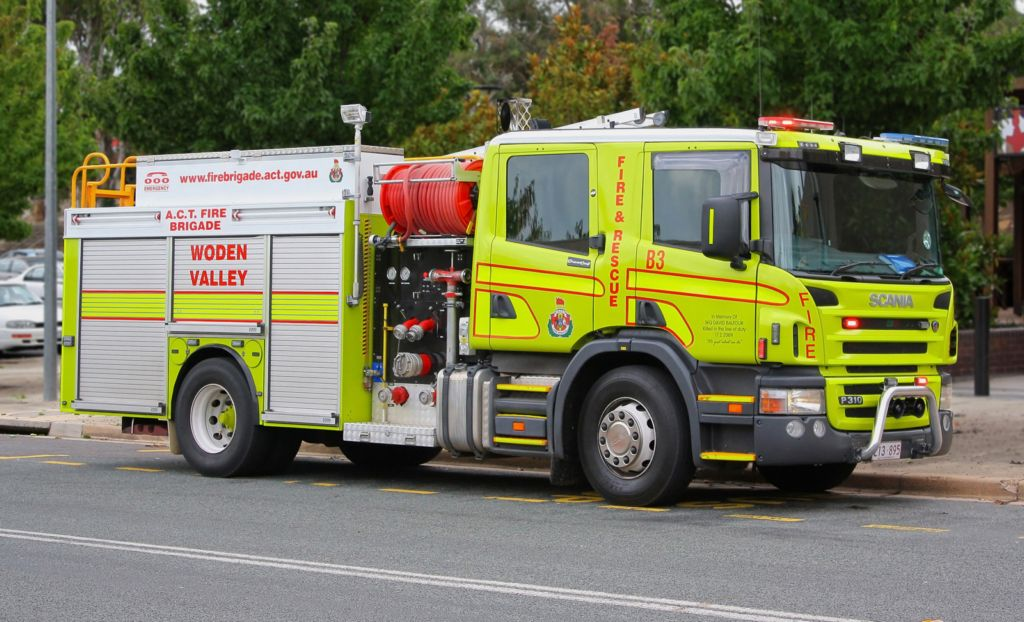
Véhicule de lutte contre l’incendie.
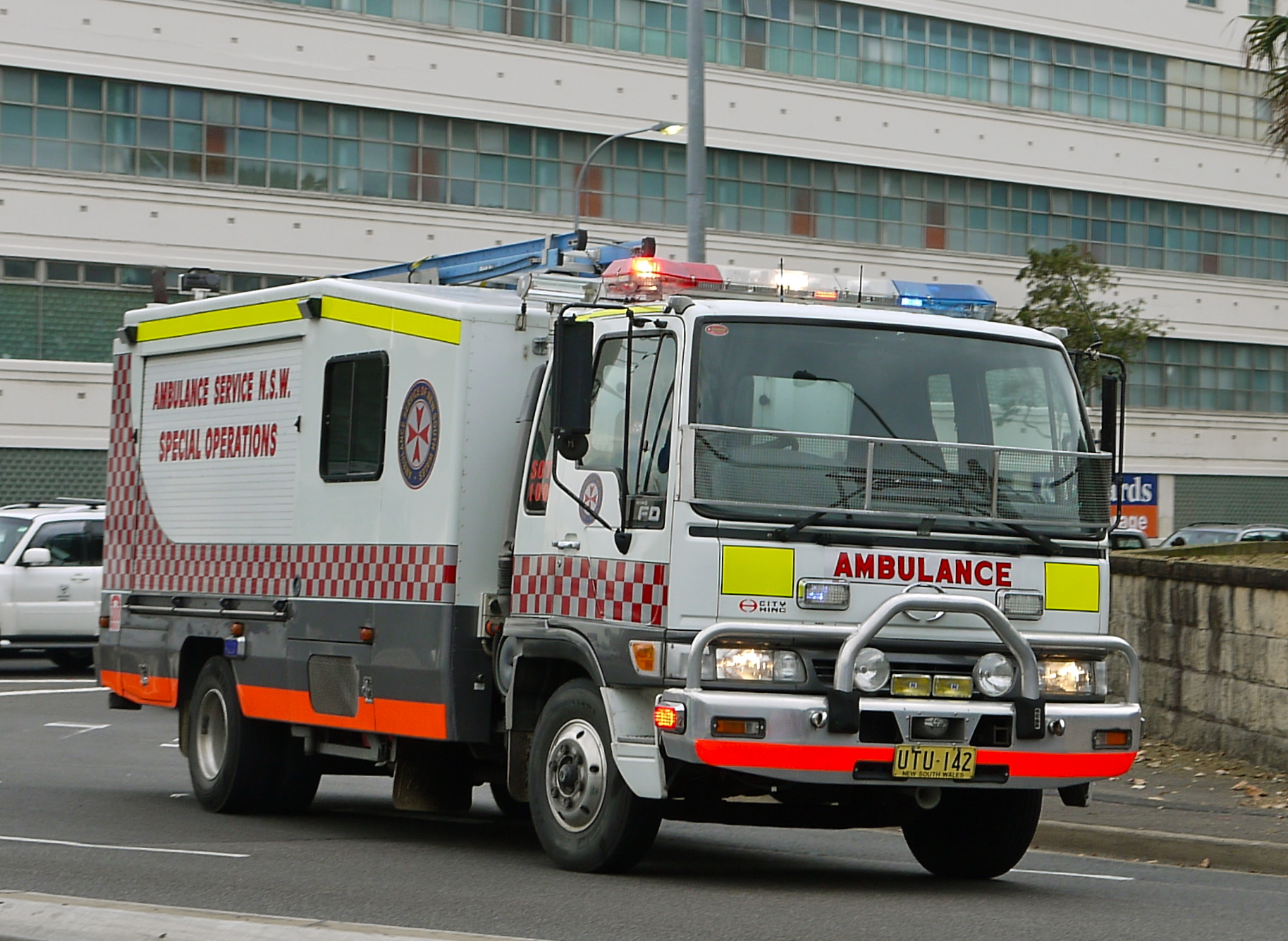
Ambulance.

### Belgique
Véhicules prioritaires munis d'un avertisseur sonore spécial et d'un ou plusieurs feux bleus clignotants à l'avant ou sur le toit :
- les véhicules de service public
- police ;
- service du contrôle routier de l'administration de la réglementation de la circulation et de l'infrastructure terrestre ;
- administration des douanes et accises ;
- police militaire et service d'enlèvement et de destruction d'engins explosifs ;
- service public fédéral Justice ;
- service des gouverneurs de province ;
- services d'inspection des régions et des sociétés de transport en commun ;
- ambulance ;
- véhicule d'intervention médicale urgente du service 112 ;
- pompier ;
- protection civile ;
- service de sécurité des chemins de fer ;
- Infrabel ;
- véhicules de secours en cas d'incident grave occasionné par l'eau, le gaz, l'électricité ou des matières radioactives ;
- d'autres véhicules affectés à un service public par le ministre des Communications à titre exceptionnel.

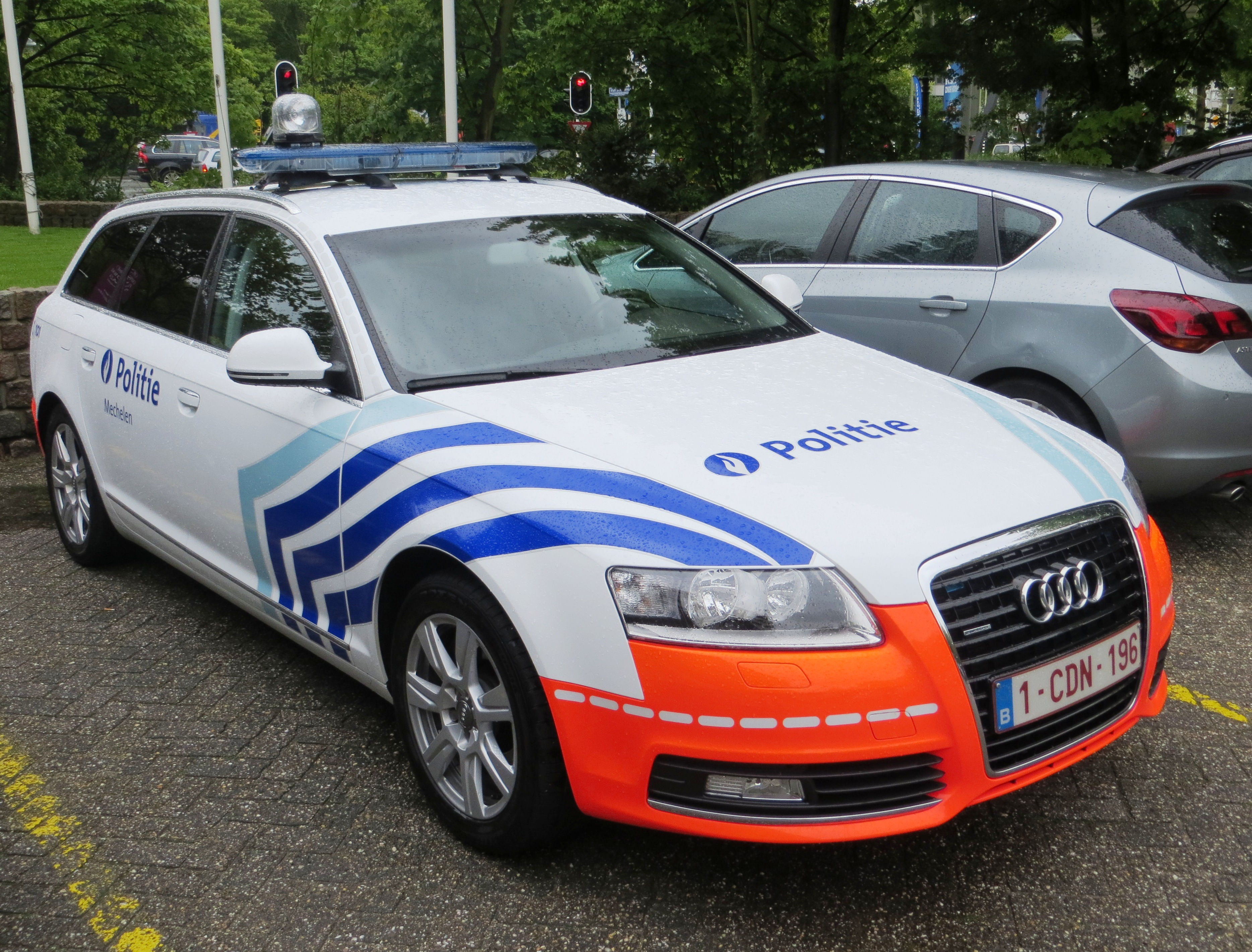
Véhicule de police.
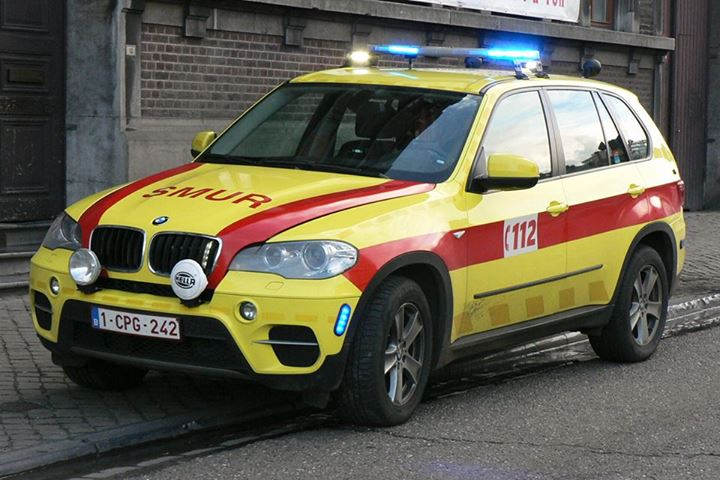
Ambulance.
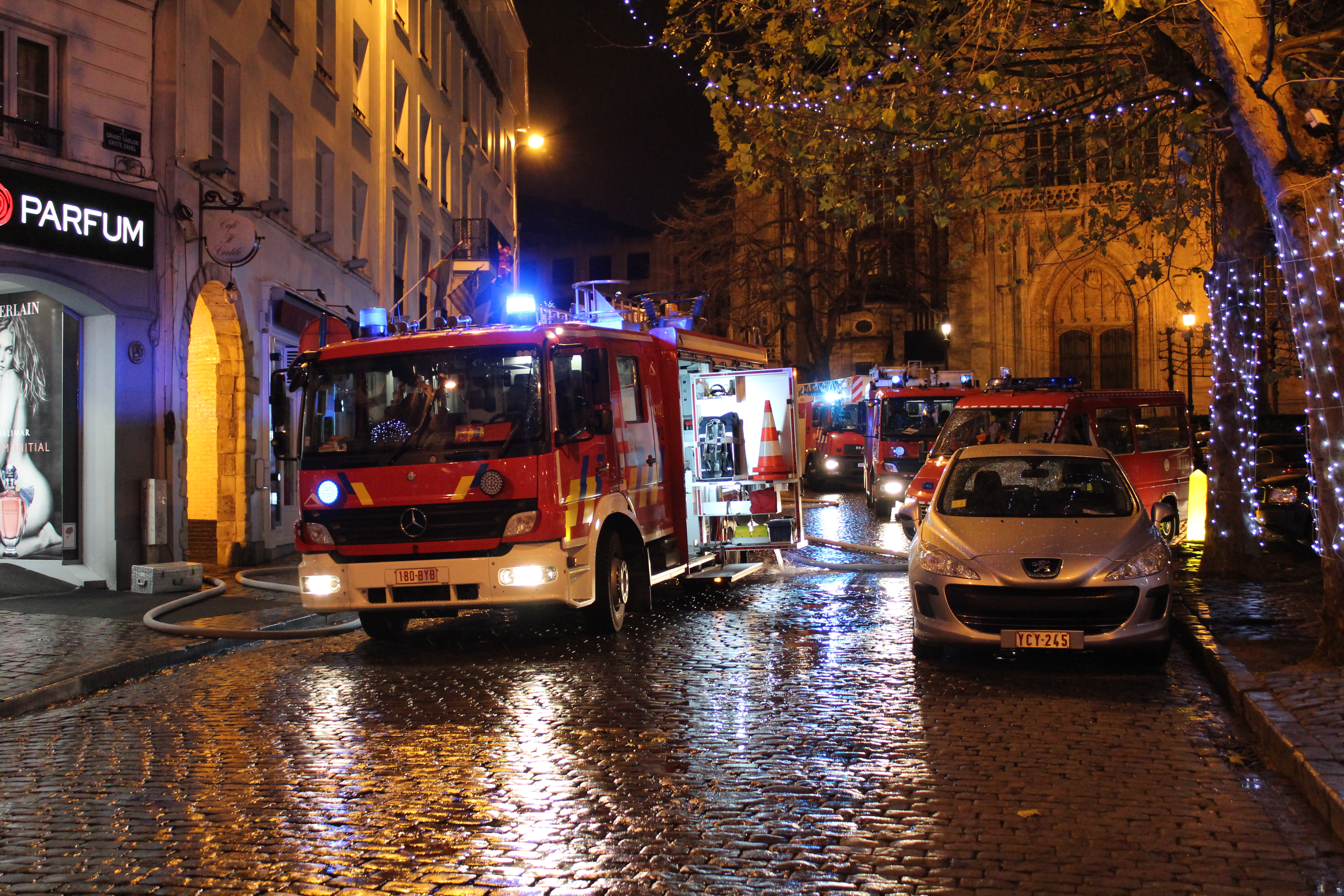
Véhicule de lutte contre l’incendie.
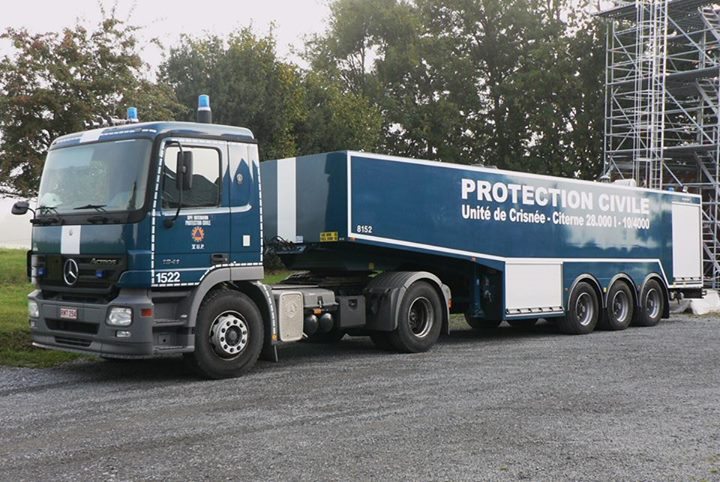
Véhicule de la protection civile.

Véhicules (non prioritaire) munis d'un ou de deux feux jaune-orange clignotants, placés de manière à être visibles dans toutes les directions :
- dépanneuses ;
- véhicules dont la largeur dépasse 3 m ;
- assistance routière ;
- construction, entretien, surveillance ou contrôle du réseau routier et des installations établies sur la voirie, au-dessus ou en dessous de celle-ci ;
- enlèvement des immondices ;
- véhicules automobiles lents à usage agricole ;
- transports exceptionnels ainsi que leurs véhicules d'escorte ;
- corbillards ;
- forces armées ;
- d'autres véhicules affectés par le ministre des Communications à titre exceptionnel.

### Chine

#### Hong Kong
D'après la loi de Hong Kong — chapitre 374 « Road Traffic (Traffic Control) Regulations », partie VII « Driving Rules », section 46 « Giving way to animals, police vehicles, ambulances, etc. » — le conducteur d'un véhicule sur une route doit céder et prendre toutes les mesures possibles pour ouvrir le passage de tout véhicule de police, véhicule ou appareil d'incendie, ambulance ou véhicule de service des douanes et des accises (en) qui sonne une cloche, une sirène ou un gong ou affiche un feu clignotant.

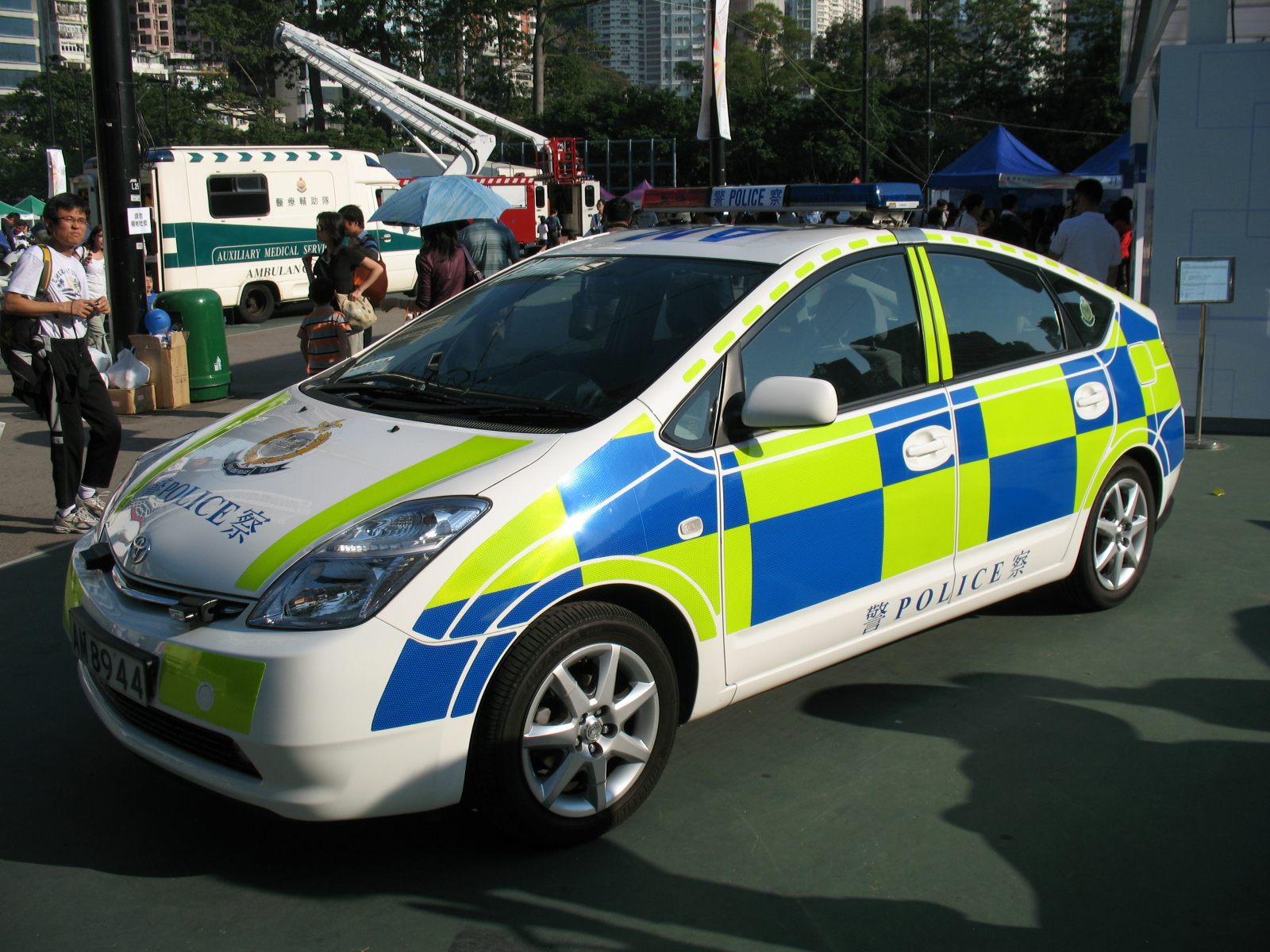
Véhicule de police.
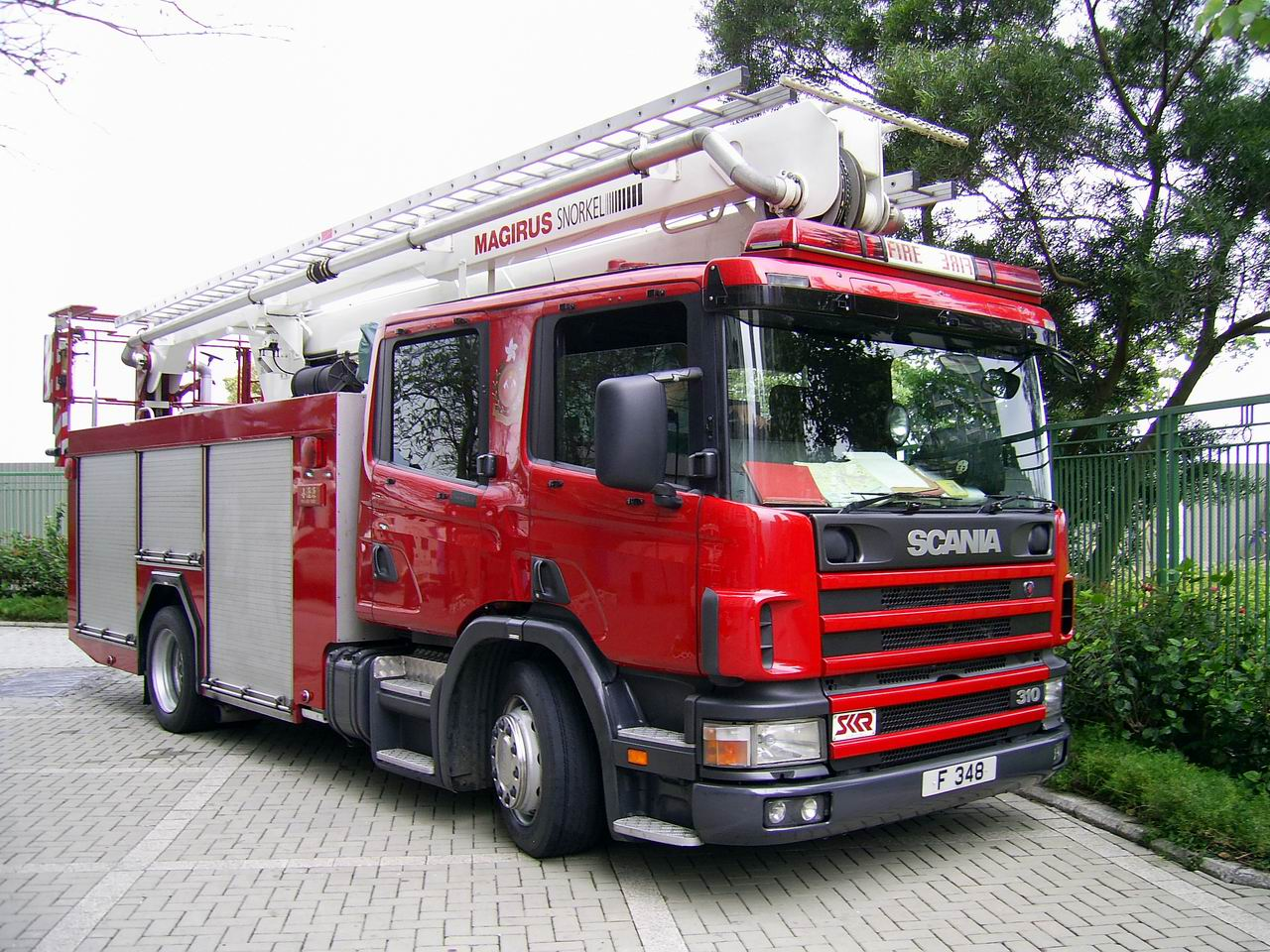
Véhicule de lutte contre l’incendie.

### Espagne
La loi permet uniquement au corps national de police, à la Guardia Civil et à la police municipale à utiliser un feu bleu. En contraste avec les conventions en Europe, les ambulances et les véhicules de lutte contre l’incendie utilisent des feux orange.

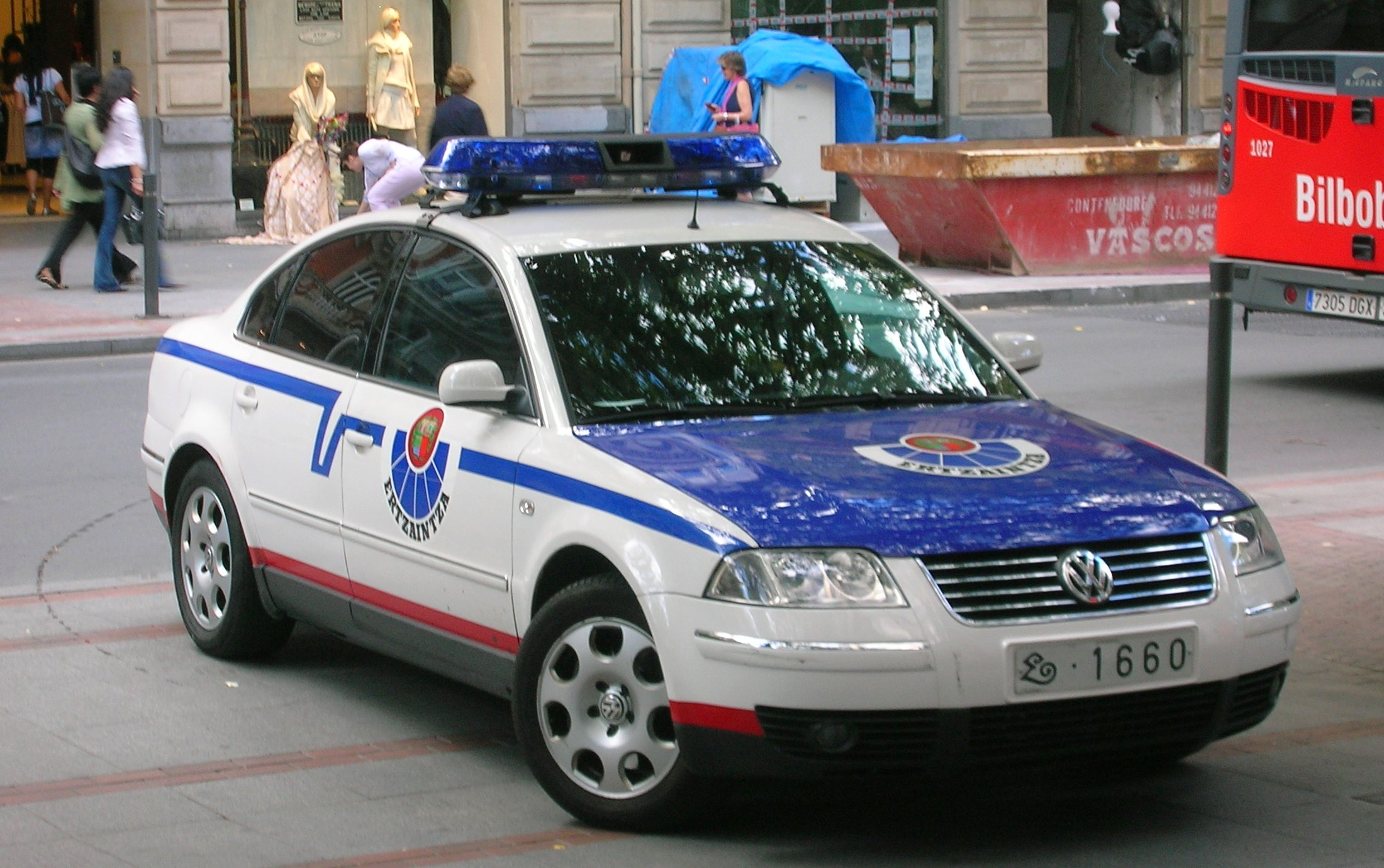
Véhicule de police.
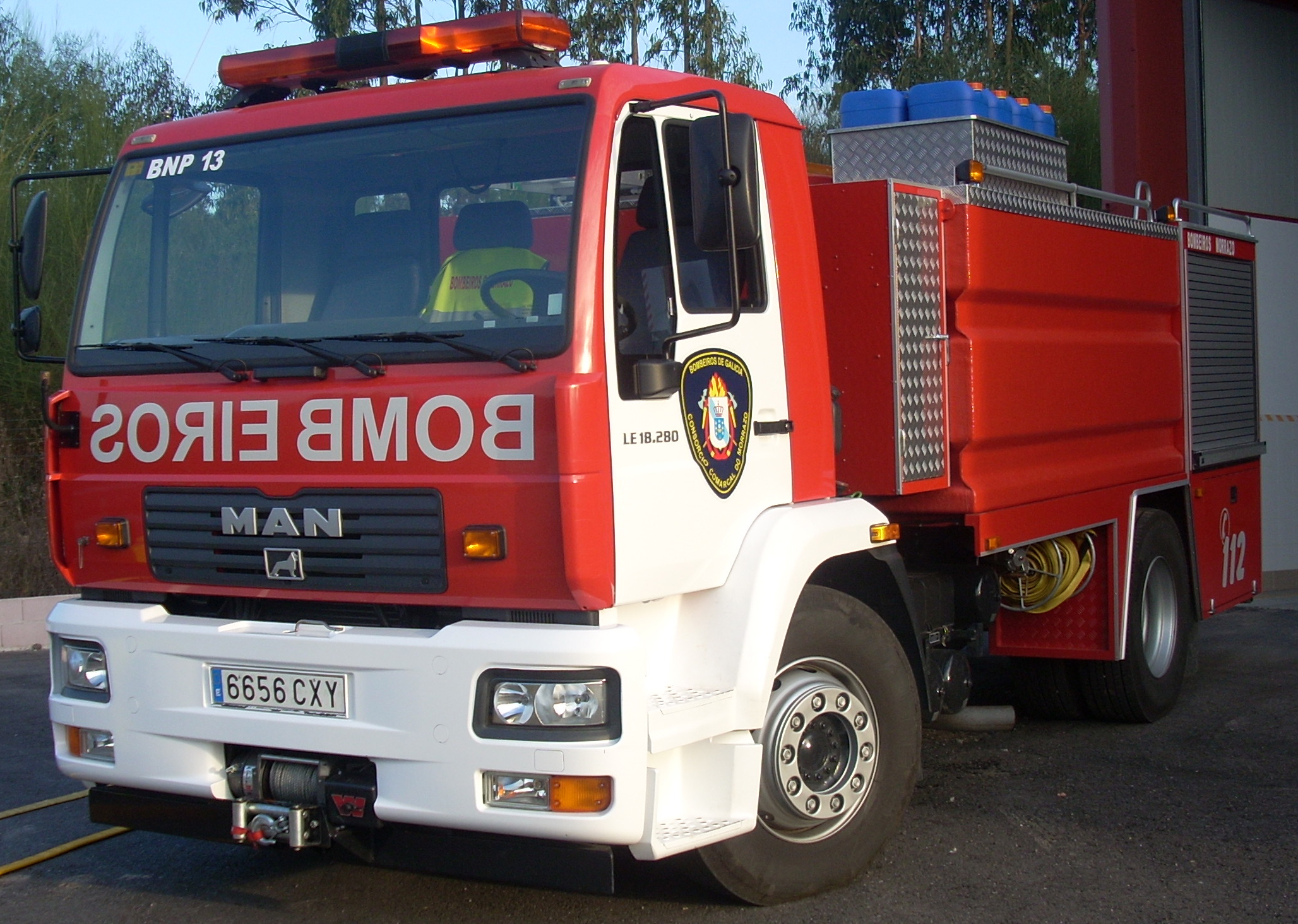
Véhicule de lutte contre l’incendie.
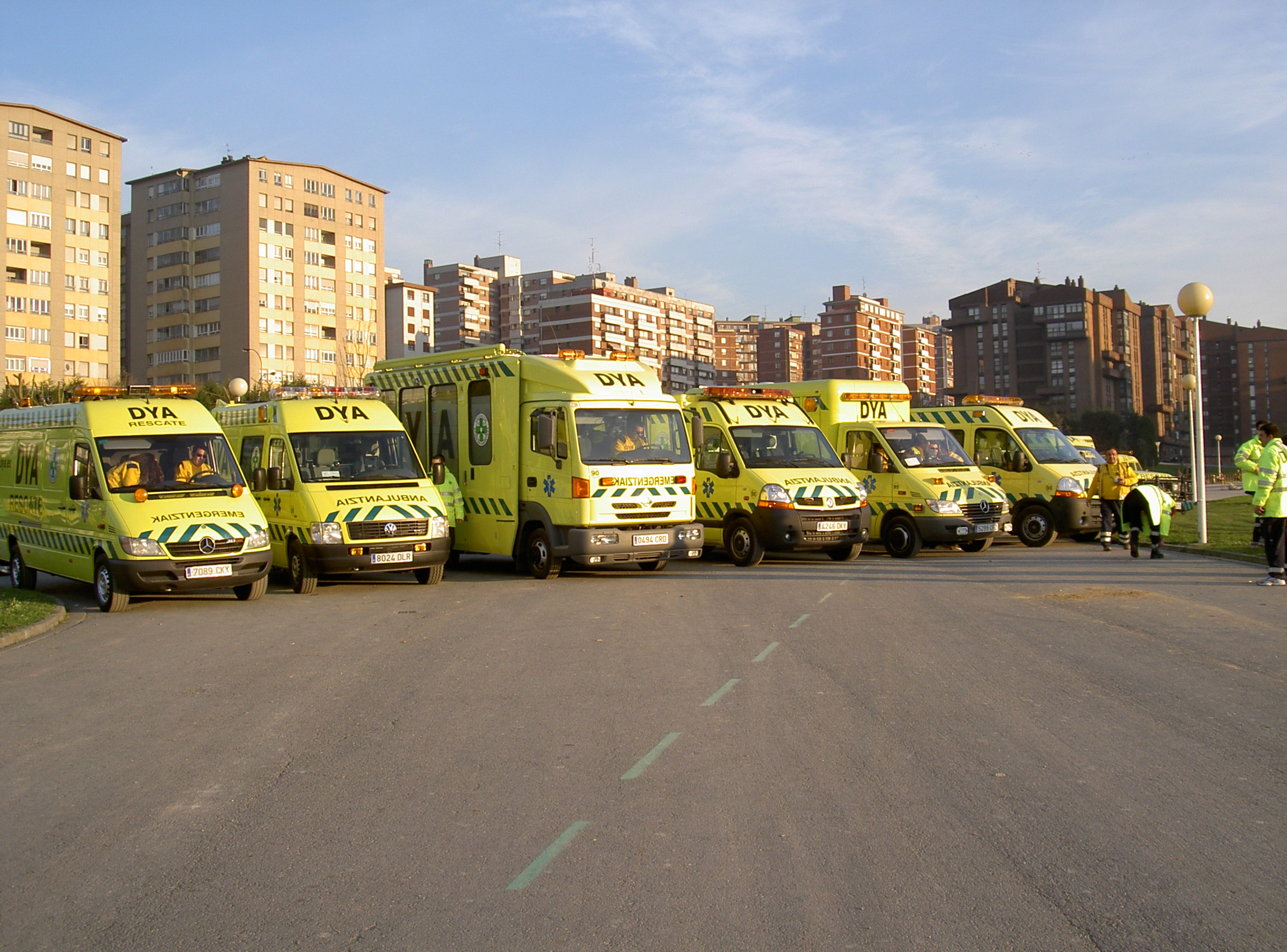
Ambulance.

### États-Unis
Les États-Unis peuvent avoir des réglementations qui diffèrent suivant les États.
| État    | Police        | Pompier | Ambulance | Réf.   |
| ------- | ------------- | ------- | --------- | ------ |
| Alabama | Rouge ou bleu | Rouge   | Rouge     | [ 10 ] |

### France
La France distingue trois types de véhicules ayant droit aux avertisseurs spéciaux, :
- les véhicules lents ou encombrants équipés de gyrophares ou de feux clignotants orange mais sans sirène :
  - tracteurs et moissonneuses-batteuses ;
  - convois exceptionnels ;
  - véhicules d'intervention et de travaux sur la route ;
  - bennes à ordures ménagères ;
- les véhicules d'intérêt général bénéficiant de facilités de passage équipés de feux clignotants bleus et de sirène dites « trois-tons » (alternance des notes « do-mi-do-silence… »)[13] :
  - ambulances de transport sanitaire ;
  - véhicule de premiers secours à personnes des associations agréées de sécurité civile ;
  - les véhicules d'intervention d'Enedis et de GRDF ;
  - les véhicules de surveillance de la SNCF ;
  - les véhicules de transports de fonds de la banque de France (cependant escortés par un véhicule de police ou la gendarmerie, leur donnant de fait un intérêt prioritaire) ;
  - les véhicules des associations médicales concourant à la permanence des soins ;
  - les véhicules des médecins lorsqu'ils participent à la garde départementale ;
  - véhicule de transports de produits sanguins et d'organes humains ;
  - les engins de service hivernal (par exemple salage des routes) et, sur autoroutes ou routes à deux chaussées séparées, les véhicules d'intervention des services gestionnaires de ces voies ;
- les véhicules d'intérêt général prioritaires équipés de gyrophares ou de feux clignotants bleus et de sirènes dites « deux-tons » (alternance de deux notes en continu onomatopée)[13] :
  - Police nationale, Police municipale, douanes, administration pénitentiaire et services de déminage de l'Etat ; (1er ton : 435 Hz / 2ème ton : 580 Hz / 50 à 60 cycles par minute, proche du La-Ré)[14] ;
  - gendarmerie nationale (1er ton : 435 Hz / 2ème ton : 732 Hz / 50 à 60 cycles par minute, proche du La-Fa# )[14] ;
  - pompiers (1er ton : 435Hz / 2ème ton : 488 Hz / 25 à 30 cycles par minute, proche du La-Si)[14] ;
  - SMUR (1er ton : 435Hz / 2ème ton : 651 Hz / 50 à 60 cycles par minute, proche du La-Mi)[14] ;
  - ambulance privée ASSU et véhicules de premier secours à personnes des Associations Agréées de Sécurité Civile sur demande du SAMU (1er ton : 420Hz / 2ème ton : 516 Hz / 3ème ton : 420 Hz / 4ème ton : 1,5 seconde / 50 à 60 cycles par minute, proche du Sol#-Do-Sol#)[14],[15] ;
  - corps diplomatique (« ré-la… » d'une demi-seconde chacune)[source insuffisante] ;
  - haut fonctionnaire (« ré-la… » d'une demi-seconde chacune)[source insuffisante] ;
  - véhicules sérigraphiés des stations SNSM (lorsque la SNSM est déclenchée par les CROSS)[source insuffisante].

La détention d'avertisseurs spéciaux est réservée aux véhicules listés dans le règlement, et pour ces véhicules, l'utilisation est réservée aux situations l'exigeant.

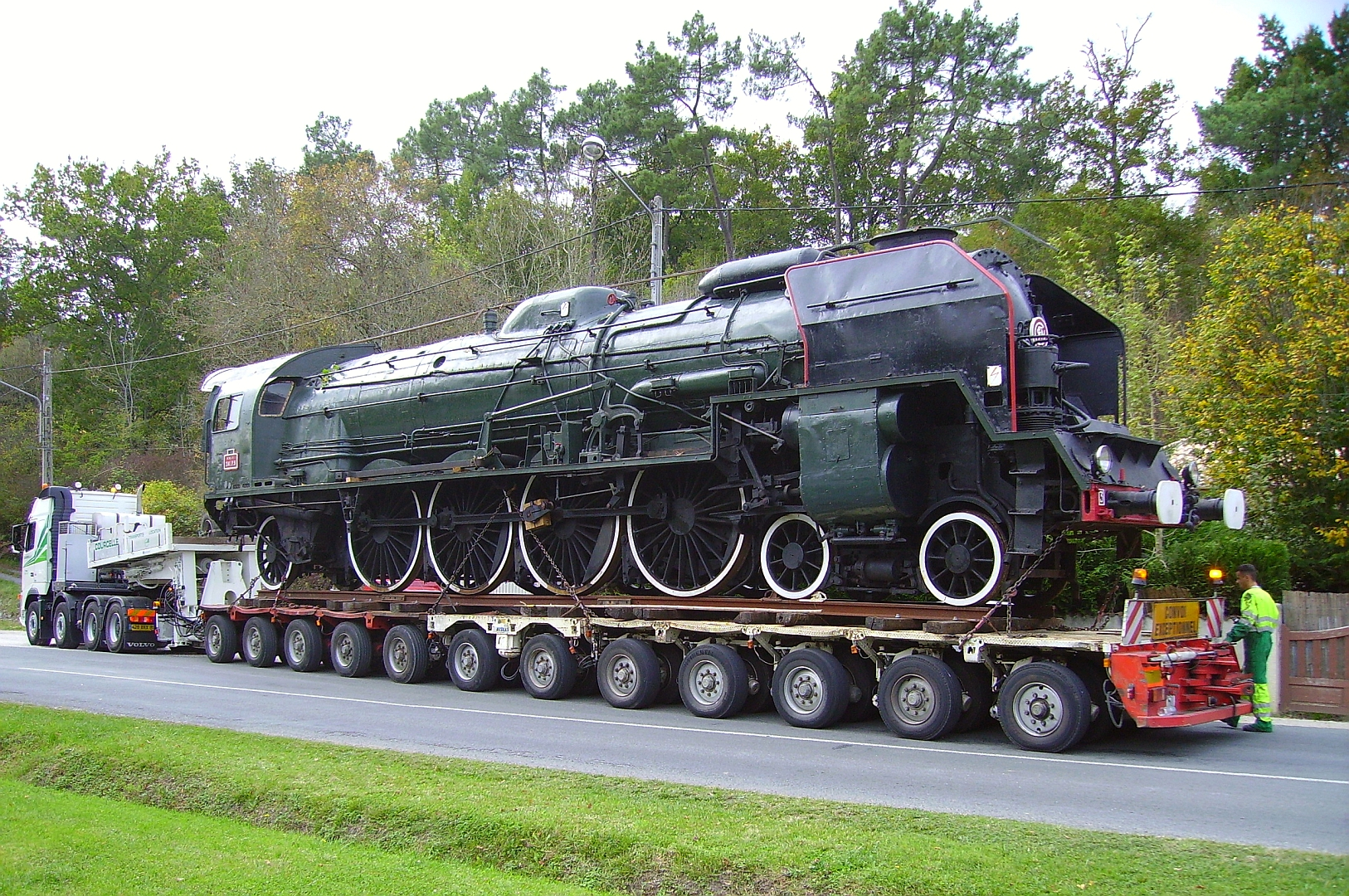
Véhicule lent et encombrant.
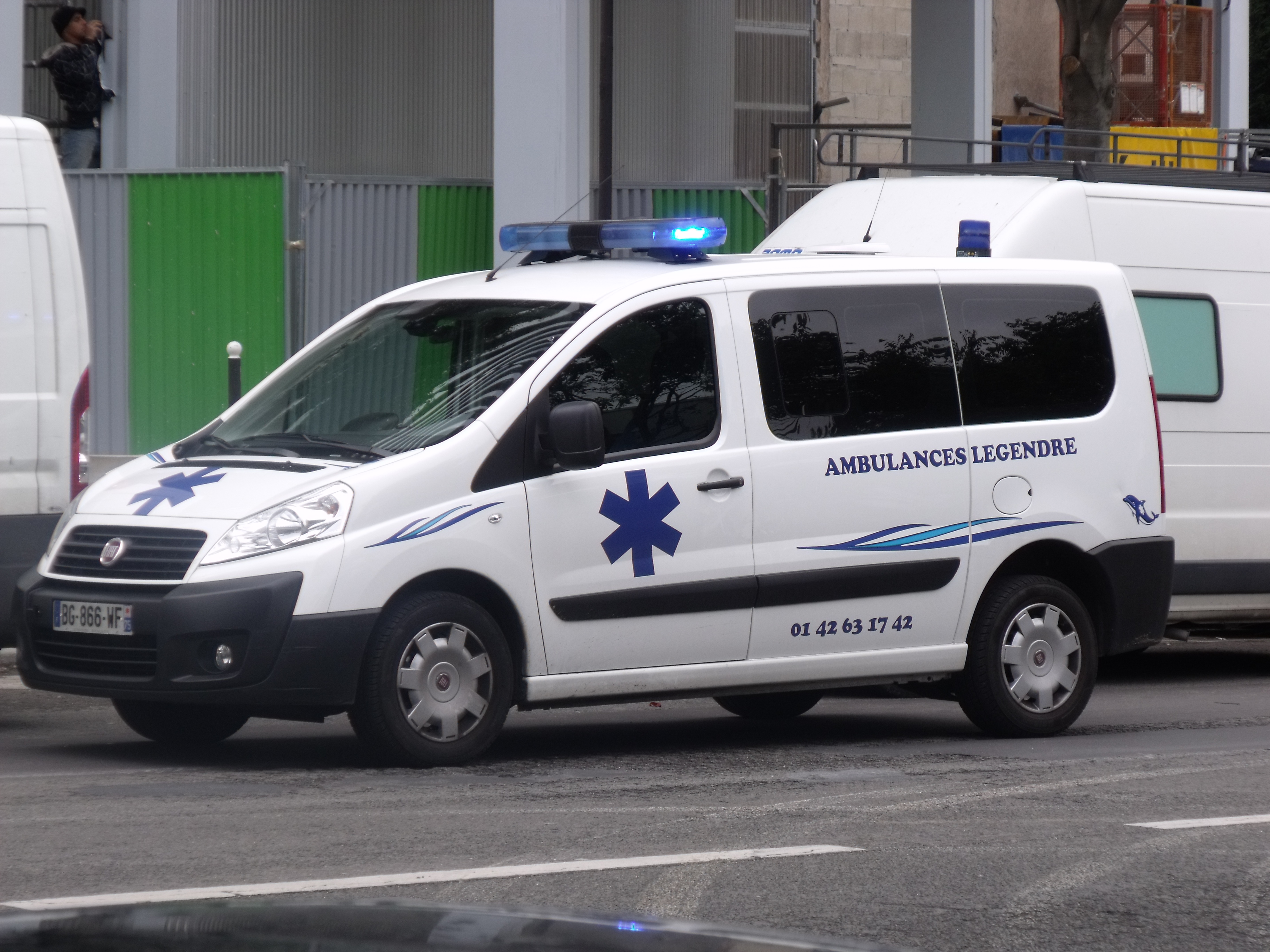
Véhicule d'intérêt général bénéficiant de facilités de passage.
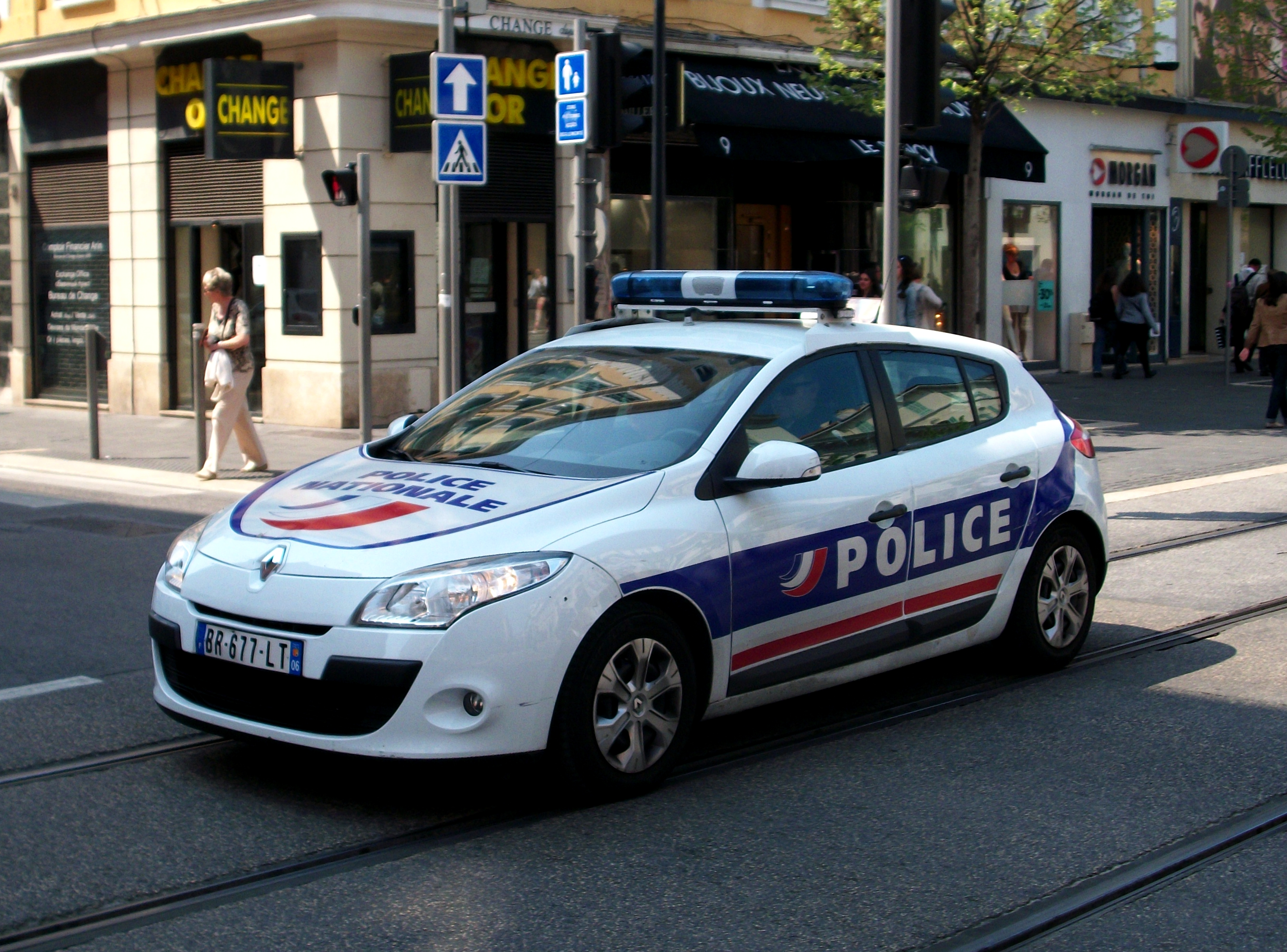
Véhicule d'intérêt général prioritaire.
- Sirène de police.

### Indonésie
L’Indonésie distingue deux types de véhicules ayant droit aux avertisseurs spéciaux et se différenciant par la couleur du signal lumineux :
- les véhicules prioritaires avec ou sans sirène :
  - bleu : police ;
  - rouge : transport de détenus, armée, pompiers, ambulance, Croix-Rouge, véhicule funéraire ;
- les véhicules d’information sans sirène :
  - jaune : véhicules des routes à péages, supervision des infrastructures et des aménagements du trafic routier et des transports, maintenance et nettoyage des aménagements publics, remorquage des véhicules et transport de marchandises spéciales.

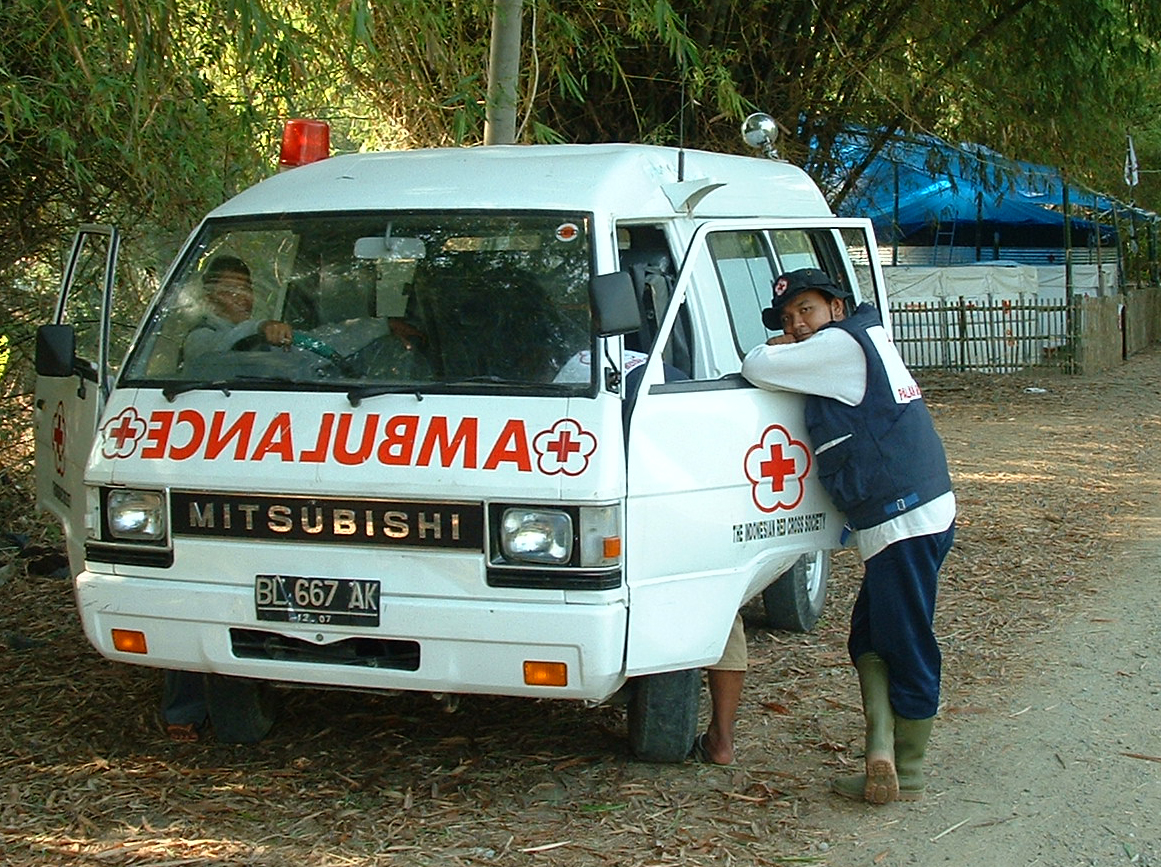
Ambulance de la Croix-Rouge.

### Japon
Le Japon distingue deux types de véhicules ayant droit aux avertisseurs spéciaux :
- les véhicules prioritaires équipés de feux rouges, d’une sirène à deux tonalités et une sinusoïdale et de messages audio préenregistrés afin d’avertir les usagers autour : police, pompiers, ambulance ;
- les véhicules d’information équipés de feux orange.

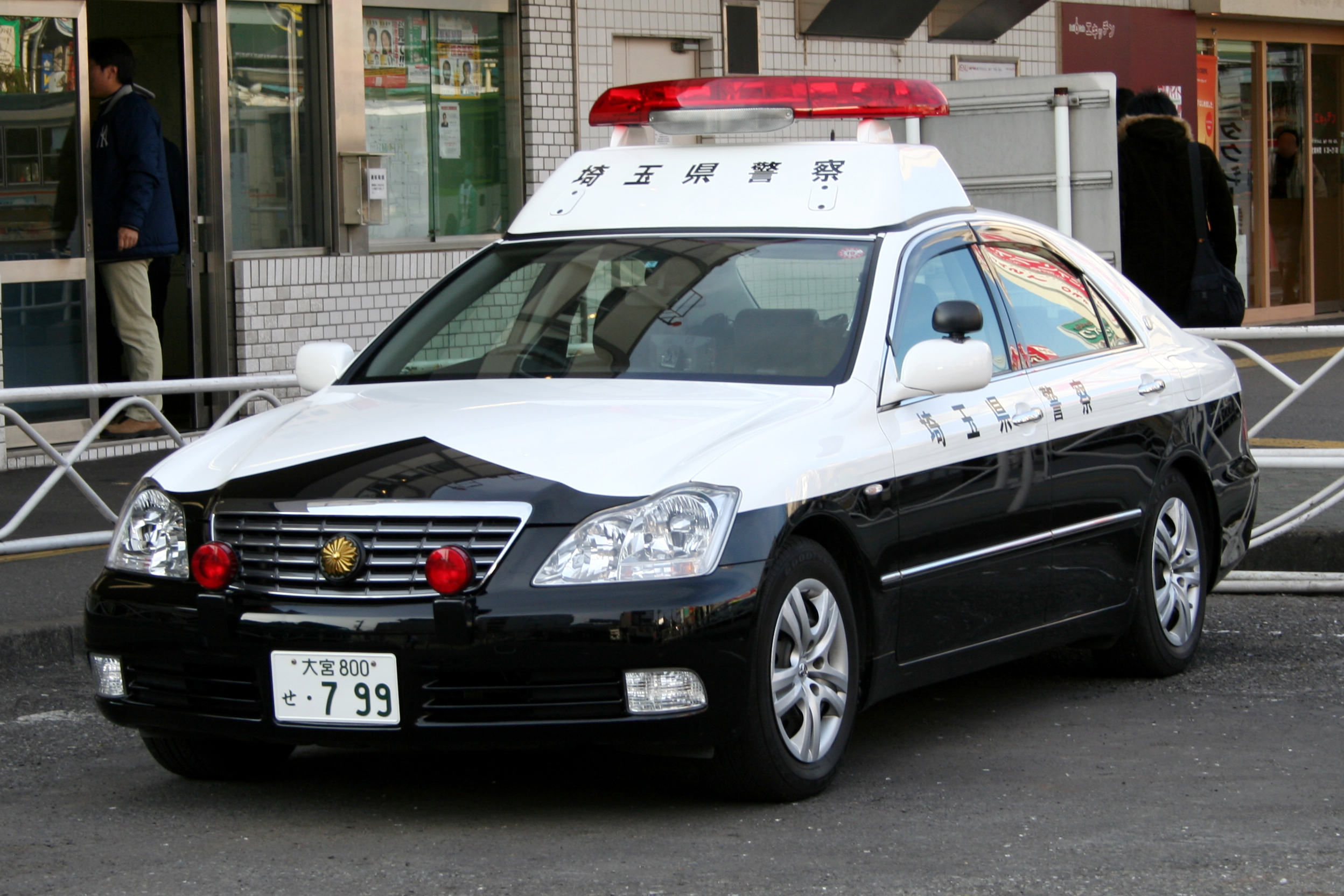
Véhicule de police.
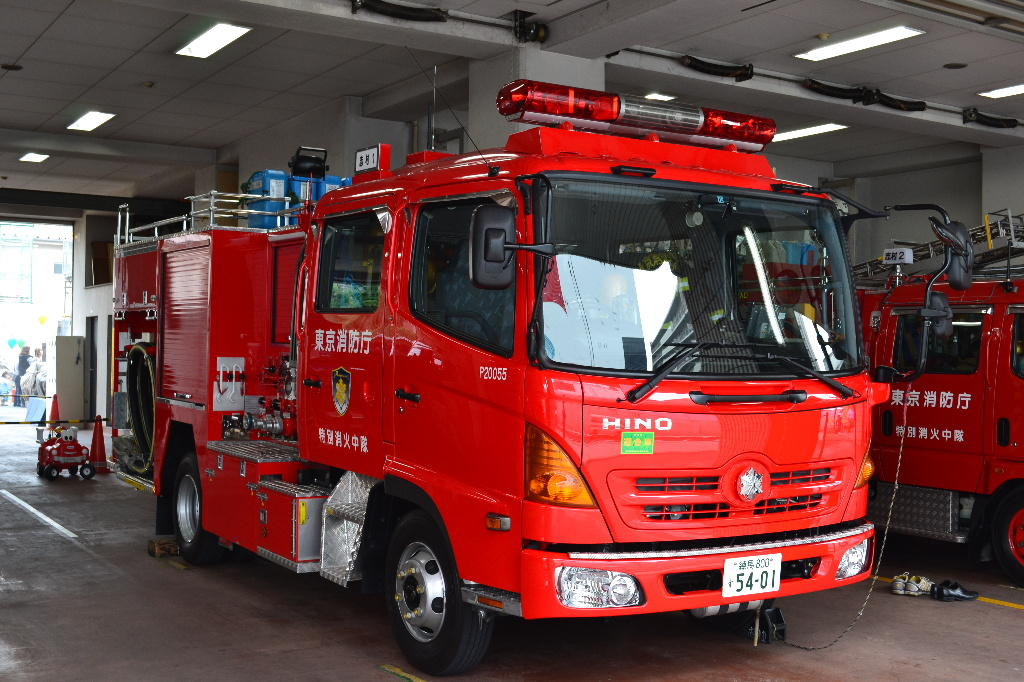
Véhicule de lutte contre l’incendie.
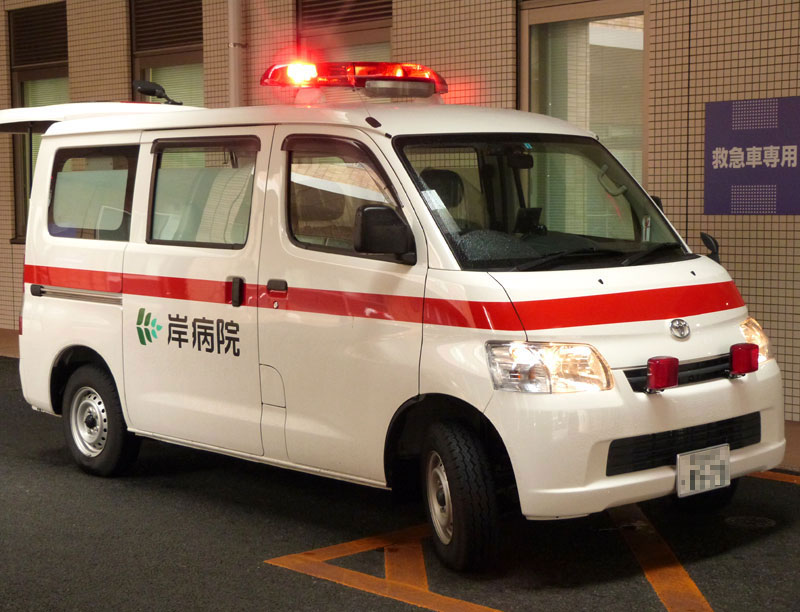
Ambulance.
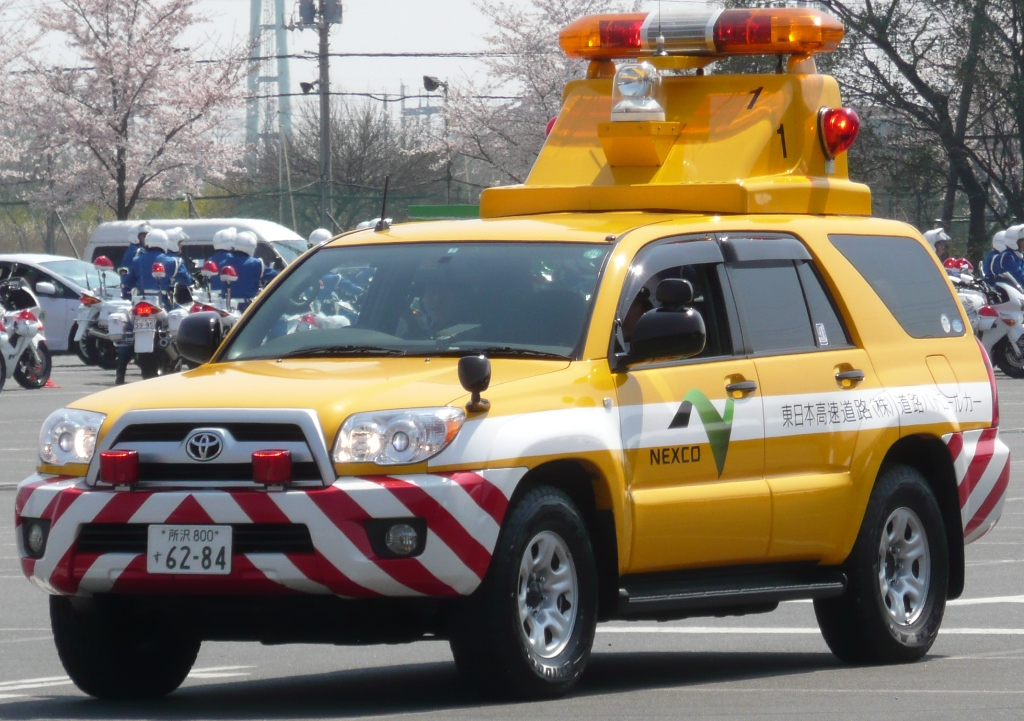
Véhicule de patrouille d’autoroute NEXCO.

### Norvège
La Norvège distingue deux types de véhicules ayant droit aux avertisseurs spéciaux :
- les véhicules prioritaires équipés de feux bleus : police pompiers, ambulance;
- les véhicules d’information équipés de feux jaunes.

Les véhicules de la défense civile ou des forces armées peuvent également utiliser un drapeau ou une lumière bleue sur le premier véhicule dans un groupe de quatre véhicules ou plus et un drapeau ou une lumière verte sur le dernier véhicule.

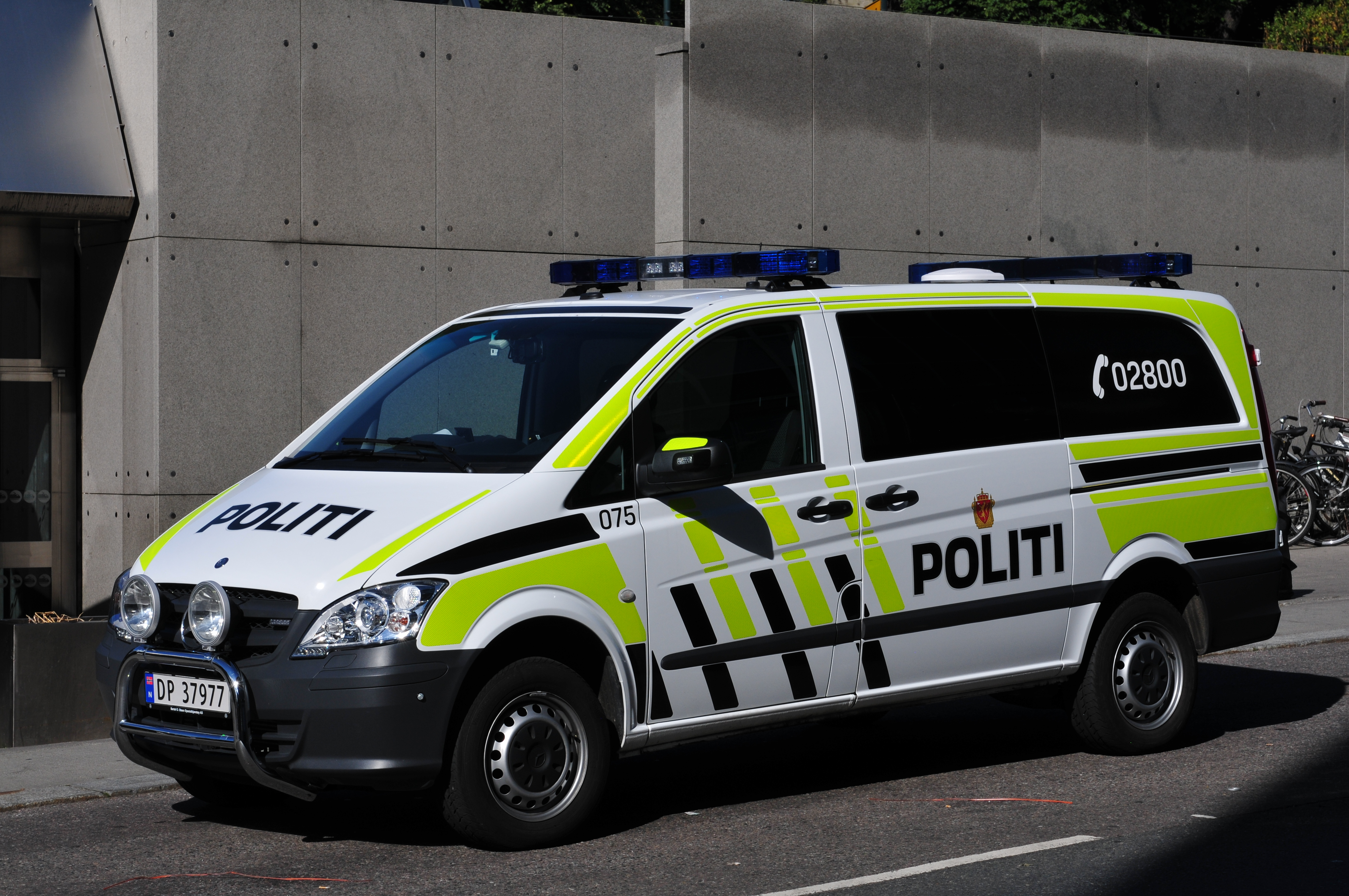
Véhicule de police.
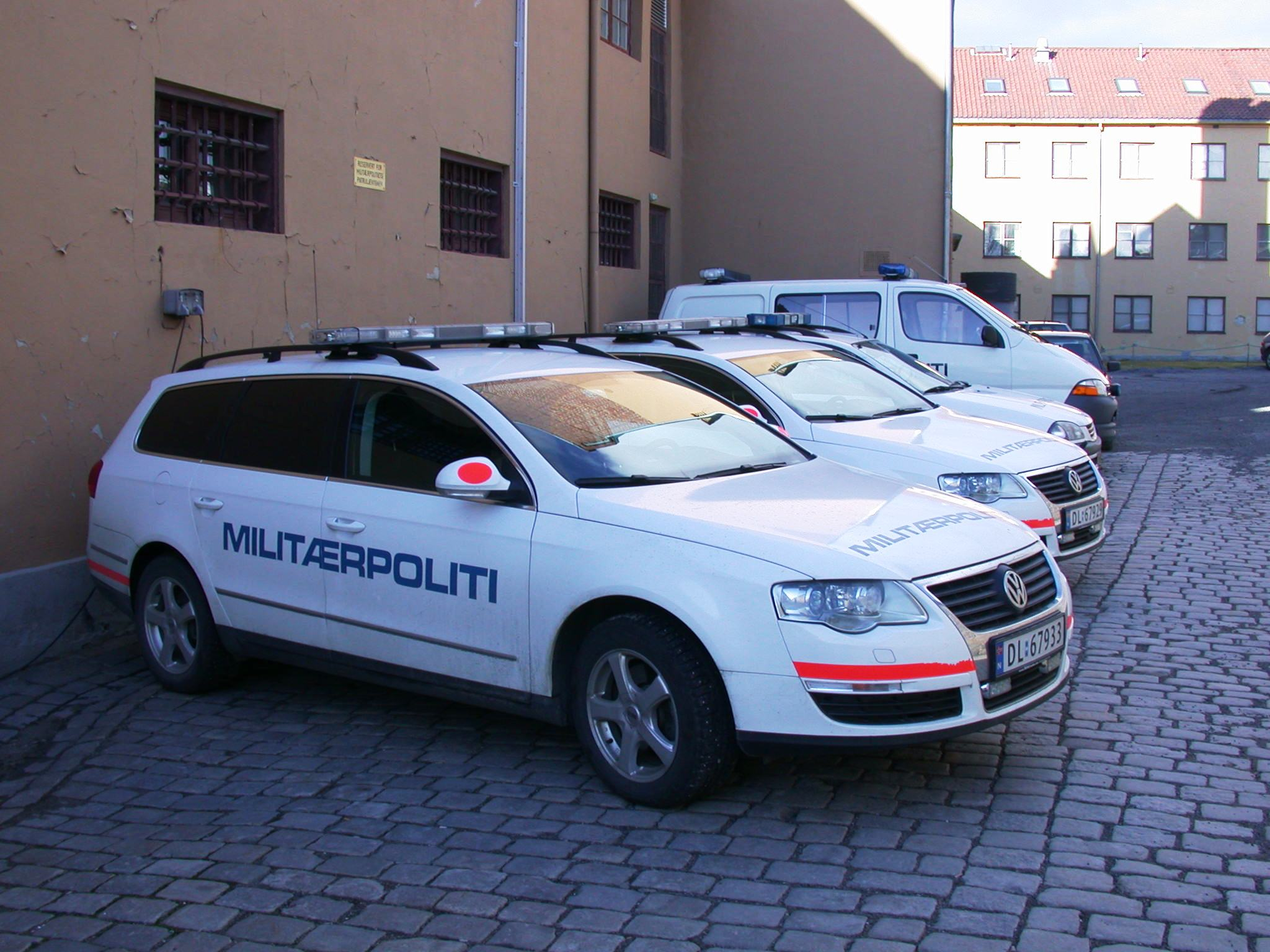
Véhicule de police militaire.
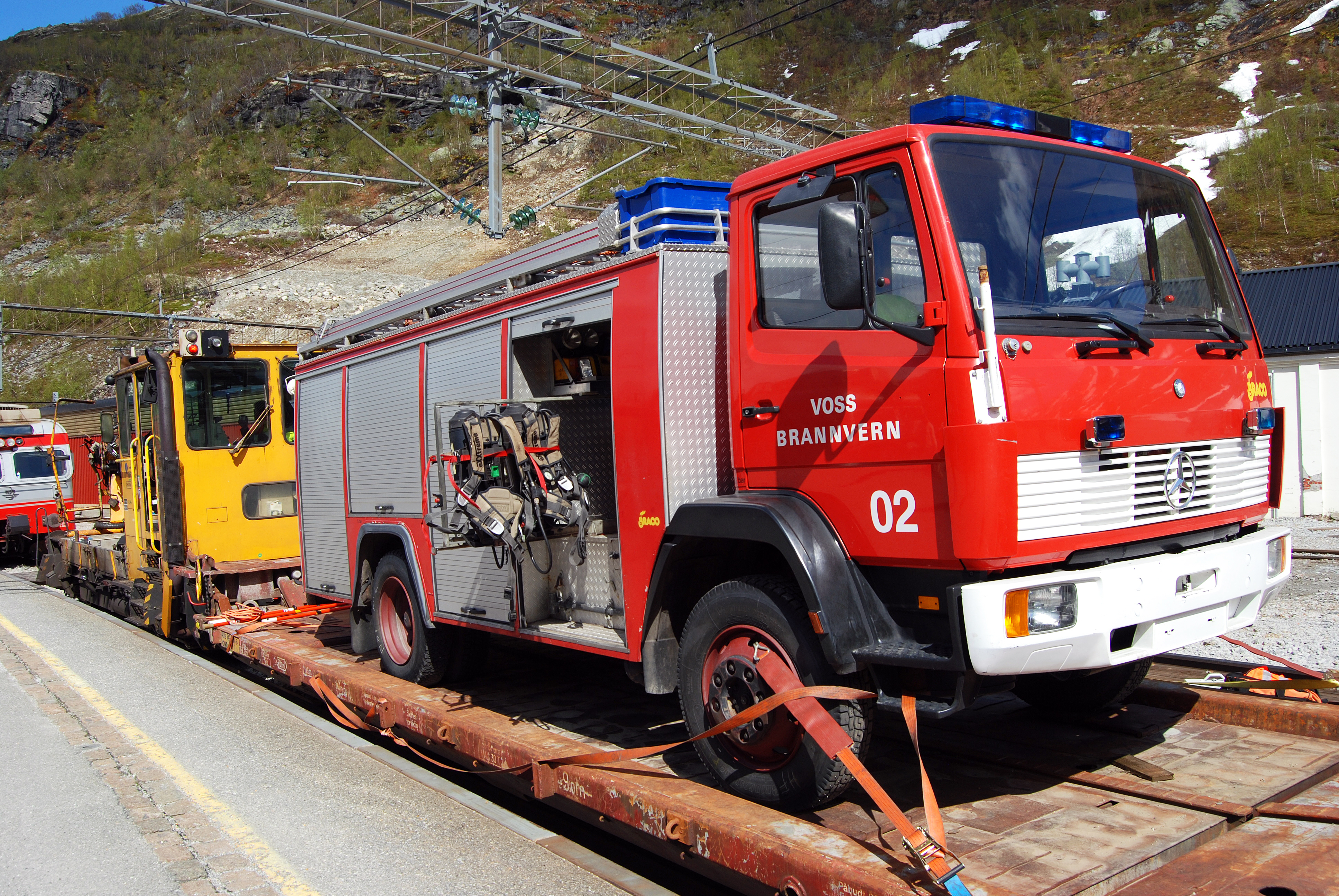
Véhicule de lutte contre l’incendie.
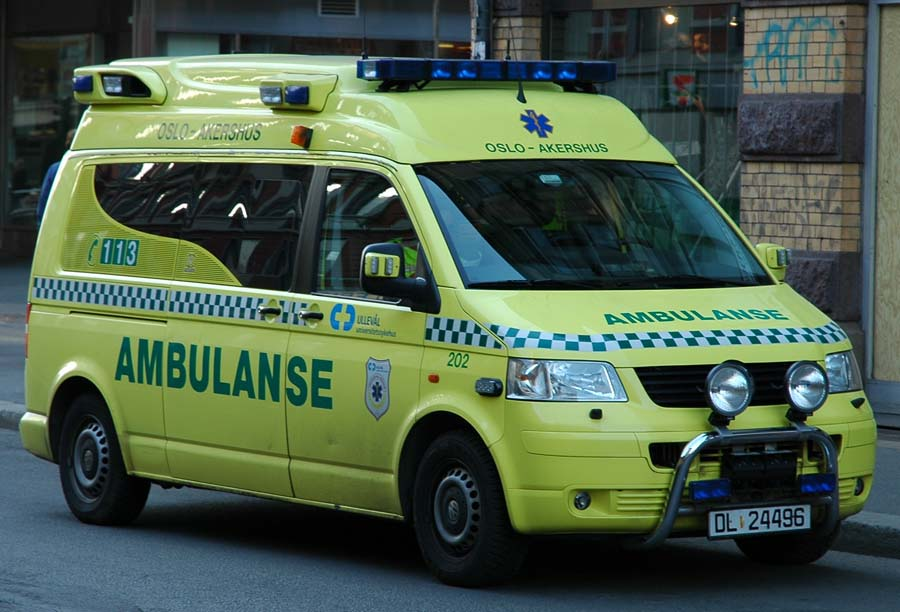
Ambulance.